# Прешовский край
Прешовский край (словац. Prešovský kraj) — один из восьми краёв Словакии с административным центром в городе Прешов. Площадь края составляет 8981 км², население — 814 527 чел. (2011).
Прешовский край находится на северо-востоке Словакии. На севере граничит с Польшей, на востоке с Украиной, на юге с Кошицким краем, на западе с Банскобистрицким и Жилинским краями.
Прешовский край возник в процессе реорганизации административного деления страны 1 июля 1996 года, когда бывший Восточно-Словацкий край (словац. Východoslovenský kraj) был поделён на Кошицкий край (на юге) и Прешовский край (на севере).

## Административное деление
Прешовский край делится на 13 районов (окресов):
- Район Прешов
- Район Сабинов
- Район Бардейов
- Район Свидник
- Район Вранов-над-Топлёу
- Район Левоча
- Район Кежмарок
- Район Стара Любовня
- Район Попрад
- Район Медзилаборце
- Район Гуменне
- Район Снина
- Район Стропков

## Население
| Год:                | 1994    | 2004    | 2014    | 2024    |
| ------------------- | ------- | ------- | ------- | ------- |
| Количество человек: | 763 911 | 796 745 | 819 977 | 810 008 |
| Разница:            |         | +4,29 % | +2,91 % | −1,21 % |

### Статистические данные (2011)
Национальный состав
- словаки — 668 300 чел. (82,0 %);
- цыгане — 43 097 чел. (5,3 %);
- русины — 28 835 чел. (3,5 %);
- украинцы — 3714 чел. (0,5 %);
- чехи — 2610 чел. (0,3 %);
- прочие — 67 971 чел. (8,3 %).

Конфессиональный состав
- католики — 500 619 чел. (61,5 %);
- греко-католики — 114 799 чел. (14,1 %);
- лютеране — 36 989 чел. (4,5 %);
- православные — 29 531 чел. (3,6 %);
- атеисты — 44 983 чел. (5,5 %);
- прочие — 87 606 чел. (10,8 %).